# Amper (Unternehmen)
Amper, S.A. mit Sitz in Madrid ist ein börsennotierter Anbieter von Telekommunikationsgeräten und -dienstleistungen.

## Hintergrund
Amper wurde 1956 durch einen Nachrichtentechniker, Antonio Peral, gegründete und stellte zunächst Gegensprechanlagen her. Schon nach wenigen Jahren war Amper eines der  führenden spanischen Hersteller von Telekommunikationstechnik und wurde zum Hauptlieferanten der Compañía Telefónica Nacional de España. 1982 wurde Amper von Telefónica übernommen. Amper hatte in den Jahren vor dem Eintritt Spaniens in die EU eine strategische Position im spanischen Markt und gründete mit einer Reihe von internationalen Telekommunikationsunternehmen Gemeinschaftsunternehmen, so mit AT & T die AT & T Network Systems (heute Lucent Technologies), mit Motorola Telcel und mit Thomson-CSF (heute Thales) Amper Programas de Electrónica y Comunicaciones zur Herstellung von taktischen militärischen Kommunikationssystemen.
Die Börseneinführung erfolgte 1986. Mit der Deregulierung des Telekommunikationsmarktes wurde das Unternehmen gezwungen, sich einer tiefgreifenden Umstrukturierung zu unterziehen und konzentrierte sich fortan auf Informations- und Kommunikationssysteme. Amper wuchs in den folgenden Jahren in Spanien und international, insbesondere im Bereich der Systemintegrationsdienstleistungen; so wurde im Jahr 2000 eine Beteiligung an Medidata, in Brasilien erworben.
Im Jahr 2006 wurde Telcar und die Landata Group im Bereich der Netzwerk- und Systemintegration erworben.
2007 wurden Knossos und Fedetec gekauft: Knossos ist vor allem bei der Bereitstellung von Mobilitätslösungen beteiligt, speziell in der öffentlichen Verwaltung; Fedetec ist im Bereich der Notrufdienste tätig. 2010 erfolgte der Erwerb einer Mehrheitsbeteiligung an dem nordamerikanischen Unternehmen eLandia. Im Oktober 2014 veräußert Amper seine Verteidigungsaktivitäten, bestehend aus einer 51-%-Beteiligung an Amper Programas de Electrónica y Comunicaciones, an seinen Partner Thales.
Mit Bankverbindlichkeiten von rund € 164 Mio. und einem negativen Eigenkapital musste das Unternehmen am 15. Dezember 2014 einen sog. vorläufigen Konkurs (preconcurso nach spanischem Recht) anmelden. Im September 2015 konnte die vorl. Konkursphase beendet werden, nachdem das Unternehmen eine erfolgreiche Kapitalerhöhung und Umschuldung durchgeführt hatte.